# Oxylamia guillemati
Oxylamia guillemati là một loài bọ cánh cứng trong họ Cerambycidae.